# Werbener See

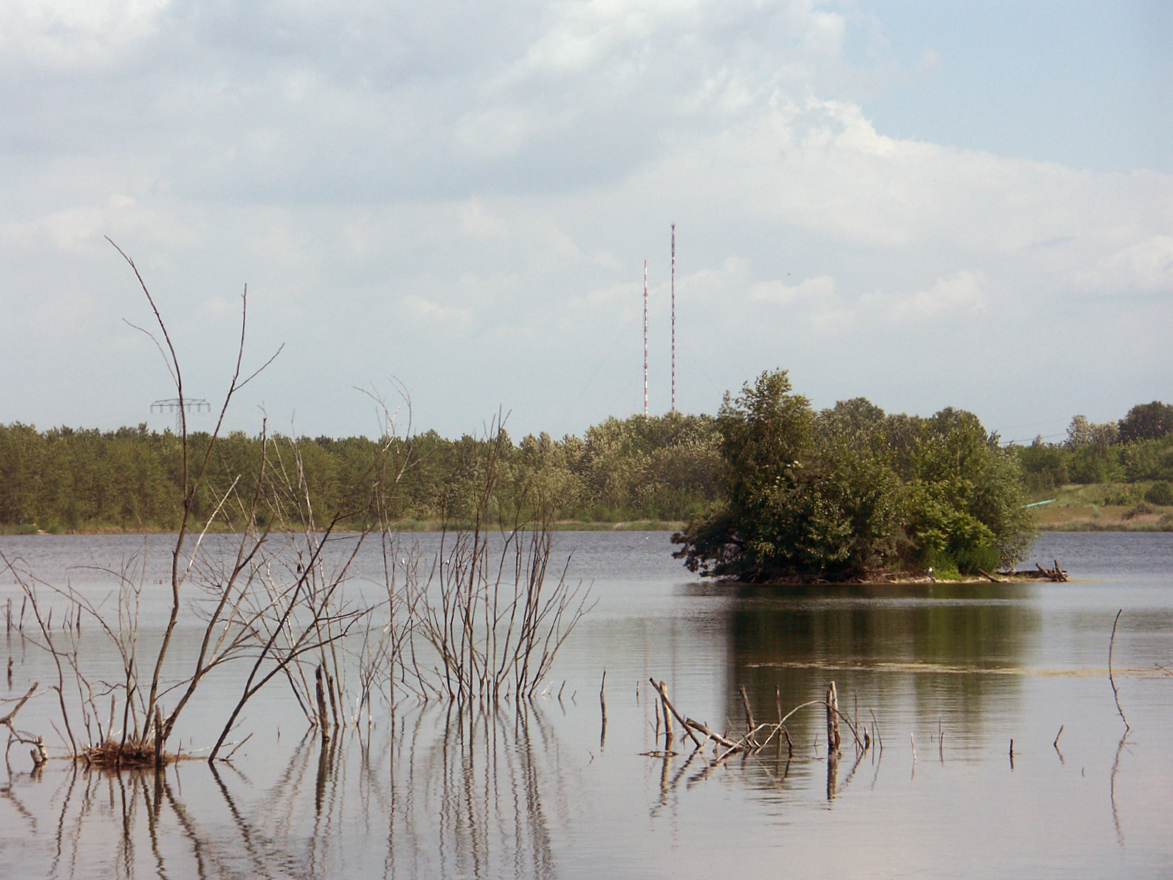
Blick über den See mit den Sendemasten von Wiederau

Der Werbener See ist ein im Rahmen der Rekultivierung des Abraumbereiches eines Braunkohle-Tagebaubetriebs angelegter See etwa 20 Kilometer südwestlich von Leipzig.
Er ist ein Zwischenrestloch des Tagebaubereiches Profen-Nord und nach dem Pegauer Ortsteil Werben benannt, an dessen östlichem Rand er liegt. Er hat eine Größe von 79 ha und erstreckt sich länglich in Ost-West-Richtung mit einer Länge von ca. 800 und einer Breite von ca. 100 m.
Von 1998 bis 2000 wurde er mit Sümpfungswasser aus dem Tagebau Profen fremdgeflutet und danach der Auffüllung durch Grundwasser überlassen. Der Endwasserstand zum Abschluss der Flutung betrug 127,80 m ü. NHN. Im Mai 2012 betrug der Wasserstand 124,27 m ü. NHN. 
Der See hat ein Volumen von ca. 9,3 Millionen Kubikmeter bei einer mittleren Tiefe von 12 Metern und einer Maximaltiefe von 32 Metern.
Der Tauchclub-Borna e.V. hat den See als Tauchgewässer gepachtet. Außerdem dient er Anglern als Angelrevier. 
Der Tagebausee Werben befindet sich im Eigentum der Agrarprodukte Kitzen e. G., die auch bestimmte Verhaltensregeln für den Aufenthalt in diesem Gelände aufgestellt hat.